# Bandschleifer

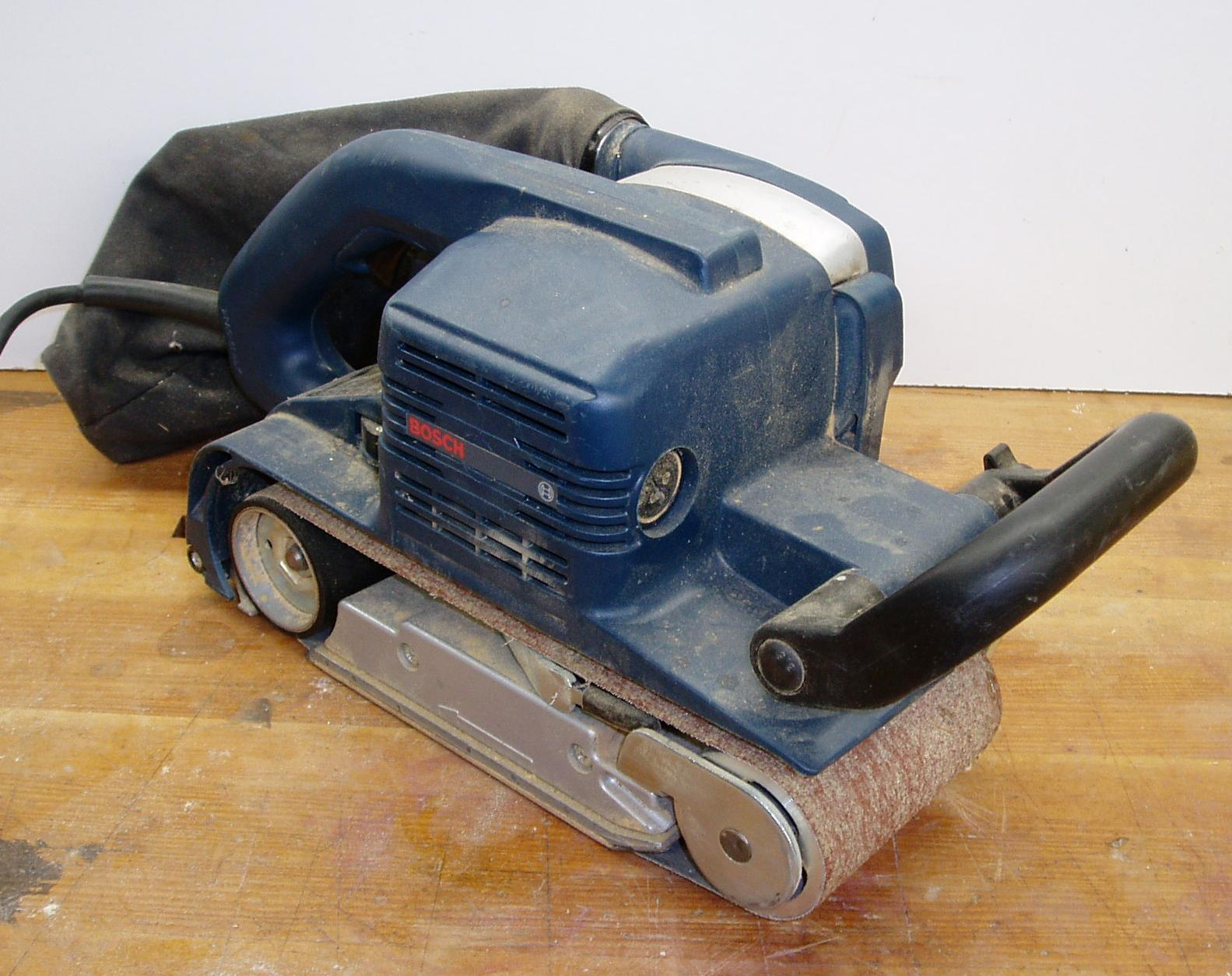
Bandschleifer, Handgerät

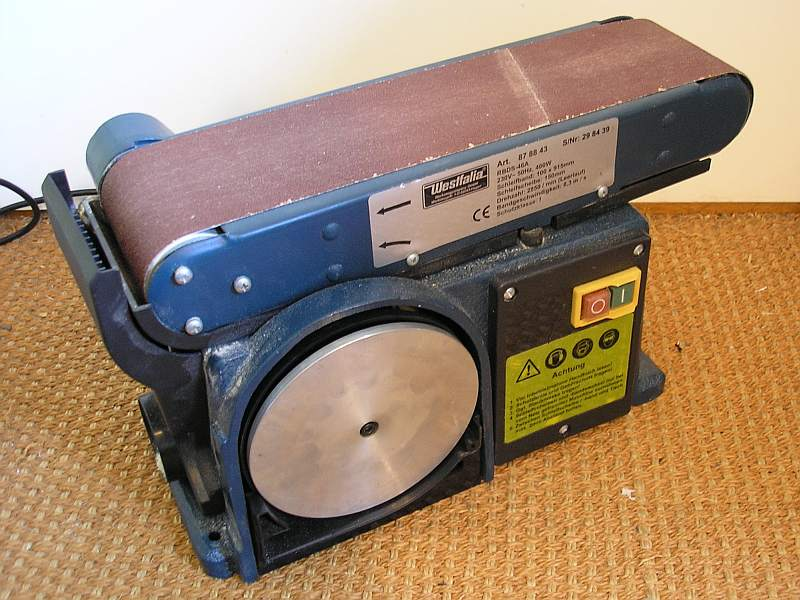
Bandschleifmaschine, stationär mit zusätzlicher seitlicher Schleifscheibe

Der Bandschleifer ist ein Elektrowerkzeug zum flächenhaften Schleifen von Werkstücken.

## Aufbau
Bandschleifer nutzen ein endloses Schleifband, welches um zwei Rollen (Antriebsrolle und Umlenkrolle) geführt wird. Die benötigten Schleifbänder weisen maschinenabhängig unterschiedliche Abmessungen (Breite und Umfang, spezifiziert jeweils in Millimeter, z. B. 40 × 303, 75 × 457, 100 × 610) auf. In der Regel handelt es sich um schräg miteinander verklebte Schleifpapierstreifen mit einer Textilgrundlage. Im Bereich der 1–2 cm breiten Verklebung befindet sich kein Schleifmittel. Die Spezifikation der Körnung entspricht der von Schleifpapier, jedoch gibt es nicht für alle Abmessungen alle Körnungen. Der marktübliche Bereich der Körnung liegt zwischen 40 und 240.

## Einsatz
Eingesetzt werden Bandschleifer vornehmlich zum Schleifen von großen Flächen, wie z. B. für Schleifarbeiten an Holz, Metall oder auch Kunststoff. Bandschleifer eignen sich insbesondere für die Bearbeitung von nicht eisenhaltigen Metallen, wie z. B. Aluminium, deren Späne zum Verklumpen auf dem Schleifpapier neigen, da die relativ geringen Durchmesser der das Schleifband führenden Rollen ein Abplatzen der Späne vom Schleifpapier fördert.
Bandschleifer führen insbesondere beim Bearbeiten von Holz zu einem raschen Materialabtrag und zu einem, gemessen an der Körnung, relativ groben Schliff, so dass sie nur für die Vorarbeiten oder zum Materialabtrag, einschließlich Farbabtrag, benutzt werden bzw. benutzt werden sollten. Entsprechend dem Vorgehen beim Schleifen mit Schleifpapier, muss bei der Bearbeitung mit dem größten Korn begonnen und mit feinerem Korn fortgesetzt werden.
Wie bei allen Schleifarbeiten sollte bei Werkstoffen mit einer Vorzugsrichtung nur in dieser und nicht quer dazu gearbeitet werden. Während bei vielen Exzenter- und Schwingschleifern das Schleifpapier auf einer weichen Unterlage aufliegt, gleitet es beim Bandschleifer über eine ebene Metallplatte. Daher passt sich der Bandschleifer Unebenheiten des Materials weniger gut an, Erhebungen werden stärker abgetragen und dadurch begradigt (stärkerer Materialverlust). Bei rundlichen Materialien vermindert sich die Kontaktfläche mit dem Bandschleifer, weshalb z. B. dünne Bleche mitunter durchgeschliffen werden.
Neue Bandschleifer müssen mit einer Staubabsaugung versehen sein, die den Nutzer vor den entstehenden Schleifstäuben schützt. Moderne Geräte haben eine elektronische Drehzahlsteuerung mit der die Bandlaufgeschwindigkeit einstellbar ist. Vor allem für wärmeempfindliche Werkstoffe wie Kunststoff aber auch einige Hölzer, ist eine Drehzahlregelung wichtig, da die voreingestellte Laufgeschwindigkeit eines Bandschleifers auch bei Schleifpapier mit grober Körnung, zu einer starken Hitzeentwicklung neigt, die Kunststoffe schmelzen und Hölzer verfärben kann.

## Varianten
Während bei den Handgeräten der Bandschleifer zum fixierten Werkstück geführt wird, muss bei stationären Modellen das Werkstück über dem Bandschleifer gehalten werden. Stationäre Modelle sind häufig mit einer seitlichen Schleifscheibe kombiniert. Manche Handgeräte lassen sich mittels spezieller Schraubzwingen an einer Arbeitsfläche montieren und so zu einem stationären Modell umfunktionieren.